# The Sunchaser
The Sunchaser is een Amerikaanse dramafilm uit 1996 onder regie van Michael Cimino.

## Verhaal
De bekende kankerspecialist Michael Reynolds onderzoekt de jeugddelinquent Blue Monroe. Hij komt erachter dat zijn patiënt nog slechts een maand te leven heeft. Als Blue naar een ziekenhuis wordt overgebracht, gijzelt hij de arts.

## Rolverdeling
| Acteur              | Personage            |
| ------------------- | -------------------- |
| Woody Harrelson     | Dr. Michael Reynolds |
| Jon Seda            | Blue Monroe          |
| Anne Bancroft       | Dr. Renata Baumbauer |
| Alexandra Tydings   | Victoria Reynolds    |
| Matt Mulhern        | Dr. Chip Byrnes      |
| Talisa Soto         | Indiaanse vrouw      |
| Richard Bauer       | Dr. Bradford         |
| Victor Aaron        | Webster Skyhorse     |
| Lawrence Pressman   | Politieagent         |
| Michael O'Neill     | Agent Moreland       |
| Harry Carey jr.     | Kassier              |
| Carmen Dell'Orefice | Arabella             |
| Brooke Ashley       | Calantha Reynolds    |
| Andrea Roth         | Hoofdverpleegster    |
| Bob Minor           | Sheriff Lynch        |